# Lochlyn Munro
Richard Laughlain Munro (Lac La Hache, 12 februari 1966) is een Canadees acteur.
Munro was bezig met een professionele hockeycarrière toen hij ernstig geblesseerd raakte en een sportcarrière moest opgeven. In plaats daarvan ging hij zingen. Ondertussen volgde hij een studie drama en komedie acteren.
Na in het theater te hebben gespeeld, stapte Munro over naar film en televisie. Na zijn eerste gastrol in de serie 21 Jump Street in 1989 speelde hij kleine rolletjes in films, zoals Unforgiven (1992) en Wagons East! (John Candy's laatste film, 1994).
Munro's eerste omvangrijkere rol was een hoofdrol in de B-film Ski Hard (1995). Een doorbraak bleef uit, maar zijn rollen werden in het vervolg wel iets groter. Verschillende (bij)rollen in B-films volgden. In 2000 werd hij alsnog bij een groter publiek bekend door een omvangrijke rol in de horrorpersiflage Scary Movie. In 2001 stond hij vervolgens naast Leslie Nielsen in de film Camouflage en had hij een hoofdrol in de film Knight Club. Hij verscheen ook in de serie Lucifer. Sinds (2017) speelt hij in de hit-serie Riverdale als Hal Cooper de vader van Betty Cooper.

## Filmografie
| - Totally Killer (2023) - Peacemaker (2022) (televisieserie) - Riverdale (2017) (televisieserie) - A Snow Capped Christmas (2016, televisiefilm) - The Christmas Note (2015, televisiefilm) - Recoil (2011) - Castle (2011) (televisieserie) - The Mentalist (2010) (televisieserie) - Infection: The Invasion Begins (2010) - Lies & Illusions (2009) - Nowhere to Hide (2009) - Penance (2009) - Dance Flick (2009) - Penthouse (2009) - Space Buddies (2009) - Riddles of the Sphinx (2008, televisiefilm) - The Art of War II: Betrayal (2008) - Toxic (2008) - This Is Not a Test (2008) - Loaded (2008) - Daddy Day Camp (2007) - The Perfect Child (2007, televisiefilm) - Hack! (2007) - Thugaboo: A Miracle on D-Roc's Street (2006, televisiefilm) - Deck the Halls (2006) - The Tooth Fairy (2006) - Little Man (2006) - The Benchwarmers (2006) - Behind the Smile (2006) - Final Move (2006) - Complete Guide to Guys (2005) - Chasing Ghosts (2005) - Dirty Love (2005) - White Chicks (2004) - The Keeper (2004) - The Wild Guys (2004) - Monk (2003) (televisieserie, Afl Mr Monk and the Godfather) - Freddy vs. Jason (2003) - Lucky 7 (2003, televisiefilm) - Net Games (2003) - A Guy Thing (2003) - Heart of America (2002) - Global Heresy (2002) - Pressure (2002) - The Investigation (2002, televisiefilm) - PC and the Web (2001) - Kevin of the North (2001) | - Kill Me Later (2001) - Knight Club (2001) - Camouflage (2001) - Dying on the Edge (2001) - Criminal Mastermind (2001, televisiefilm) - Dracula 2000 (2000) - Blacktop (2000, televisiefilm) - Duets (2000) - Scary Movie (2000) - Screwed (2000) - Spin Cycle (2000) - Our Guys: Outrage at Glen Ridge (1999, televisiefilm) - A Murder of Crows (1998) - A Night at the Roxbury (1998) - Dead Man on Campus (1998) - One Hot Summer Nigh] (1998, televisiefilm) - Silencing Mary (1998, televisiefilm) - I Know What You Did (1998, televisiefilm) - A Champion's Fight (1998, televisiefilm) - 2 Extra Days (1998) - High Voltage (1997) - Stand Against Fear (1996, televisiefilm) - Them (1996, televisiefilm) - Abduction of Innocence (1996, televisiefilm) - Mother, May I Sleep with Danger? (1996, televisiefilm) - When Friendship Kills (1996, televisiefilm) - Justice for Annie: A Moment of Truth Movie (1996, televisiefilm) - Ski Hard (1995) - Wagons East! (1994) - Moment of Truth: Broken Pledges (1994, televisiefilm) - Trancers 4: Jack of Swords (1994) - A Stranger in the Mirror (1993, televisiefilm) - Anything for Love (1993) - Needful Things (1993) - Digger (1993) - Dead Ahead: The Exxon Valdez Disaster (1992, televisiefilm) - Shame (1992, televisiefilm) - Unforgiven (1992) - Posing: Inspired by Three Real Stories (1991, televisiefilm) - The Girl from Mars (1991, televisiefilm) - Run (1991) - Cadence (1990) - Sylvan Lake Summer (1990) |

- Bibliothèque nationale de France: cb155375608 (data)
- Gemeinsame Normdatei: 1061389375
- International Standard Name Identifier: 0000 0001 1448 0365
- Library of Congress Control Number: no2005053509
- Virtual International Authority File: 74163221
- WorldCat: E39PBJtrPBKY7gyqgBhhhjYpT3